# Archidiocèse d'Alba Iulia
L'archidiocèse d'Alba Iulia (en hongrois : Gyulafehérvári Főegyházmegye, en latin : Archidioecesis Albae Iuliensis, en roumain : Arhidieceza de Alba Iulia), est une circonscription ecclésiastique de l'Église catholique en Roumanie dont le siège est situé dans le Județ d'Alba. Gergely Kovács (en) est archevêque d'Alba Iulia depuis 2019.

## Suffragant
L'archidiocèse n'a aucun diocèse suffragant.

## Histoire
La fondation du diocèse de Transylvanie est attribuée au roi de Hongrie Étienne Ier de Hongrie, en 1009. Catholic Encyclopedia juge plus probable d'attribuer cette fondation au roi Ladislas Ier de Hongrie car le premier évêque connu est Simon (1103-1113). Pour Gyula Kristó, la création du diocèse de Transylvanie a été possible après la victoire remportée par le roi Étienne Ier sur Gyula III en 1003.
Le diocèse est suffragant de l'archidiocèse de Kalocsa. La résidence de l'évêque est Gyula-Fehérvar, actuellement Alba Iulia. Le diocèse subi des dégâts importants dues aux invasions mongoles pendant le règne de Béla IV de Hongrie. Il se rétablit au XIVe siècle puis est mis en péril pendant l'avance des Turcs.
L'avance du protestantisme a conduit à la sécularisation du diocèse en 1556, mais il est rétabli par Étienne Báthory élu prince de Transylvanie par la Diète, en 1571. Pour lutter contre le protestantisme, le prince Báthory fait appel aux jésuites pour ranimer la foi catholique. Mais le 8 décembre 1588, la Diète de Transylvanie élit Sigismond Ier Báthory et bannit les jésuites de Transylvanie. L'évêque Demeter Náprágyi oder Napragi (Demetrius Náprágyi) est obligé de quitter le diocèse et les protestants investissent la cathédrale d'Alba Iulia et la tiennent jusqu'au XVIIIe siècle, les catholiques ne retrouvant la cathédrale que sous le règne de Charles VI. Lorsque la principauté de Transylvanie a perdu son indépendance pour devenir une des composantes de la monarchie de Habsbourg, à partir de 1711, les décrets contre l'Église catholique ont été retirés. Le chapitre de la cathédrale est rétabli en 1713. La succession des évêques de Transylvanie a été maintenue mais ils résidaient hors de leur diocèse. Le diocèse a été entièrement reconstitué sous le règne de Marie-Thérèse d'Autriche, en 1771.
Le royaume de Roumanie est créé en 1881 à la suite du regroupement en une seule principauté de deux principautés danubiennes vassales de l'Empire ottoman depuis le XVe siècle, la principauté de Moldavie et la principauté de Valachie, reconnue indépendante au Congrès de Berlin de 1878. Le Grand-duché de Transylvanie fait partie de la Hongrie dans l'Autriche-Hongrie créée par le compromis austro-hongrois de 1867. La Transylvanie est rattachée au royaume de Roumanie par le Traité de Trianon signé le 4 juin 1920.
Le nouvel État a donné au diocèse le nom en roumain de Dioceza de Alba Iulia le 22 mars 1932.
Le 5 août 1991, le diocèse a été élevé au rang d'archidiocèse d'Alba Iulia dépendant directement du Saint-Siège par le pape Jean-Paul II.
La langue des fidèles du diocèse est essentiellement le hongrois, alors que les fidèles de langue roumaine sont gréco-catholiques, église fondée par la reine Marie-Thérèse dans l'intention d'intégrer ces fidèles de rite oriental. Le pénultième évêque, le serviteur de Dieu Márton Áron a été martyrisé par les communistes roumains à cause de sa fidélité à l'Église et à la cause de la communauté hongroise de Transylvanie.

## Églises de l'archidiocèse d'Alba Iulia
- L'église Saint-Michel est la cathédrale de l'archevêché.
- La basilique mineure Notre-Dame de Șumuleu Ciuc (Csíksomlyó).

## Évêques de Transylvanie, puis d'Alba Iulia, et archevêques d'Alba Iulia
Liste des évêques puis archevêques romano-catholique d'Alba Iulia